# Longitudinal Norte
El Ferrocarril Longitudinal Norte  es una de las dos redes centrales de ferrocarriles existentes en Chile. Esta se distribuye desde la región de Tarapacá hasta la región de Valparaíso. Tiene una extensión de aproximadamente 1800 kilómetros a lo largo del norte del país.
Originalmente esta sección de la red central del país fue construida para unificar las secciones de ramales ya existentes en el norte, que hasta su momento eran utilizados como servicios de carga para los minerales obtenidos por la actividad minera. Como existían diversas empresas con sus propios ferrocarriles, no fue sino hasta cuando comenzó el proceso de unificación de los ramales al norte del país que la trocha de la red fue definida como métrica (1000 mm). En cierto periodo de tiempo, existió el plan de extender el ferrocarril hasta Arica, lo que hubiera unificado a Perú con el resto de Chile; sin embargo este plan tuvo que ser descartado por problemas de financiamiento.
Los ramales del norte del país pasaron a manos del estado cuando la industria salitrera ya no era rentable, siendo el estado quien debía costear las pérdidas a causa del funcionamiento del ferrocarril que abastecía y brindaba transporte a localidades aisladas. 
Durante su historia, un segmento de la vía entre la región de Coquimbo y la región de Valparaíso tuvo dos secciones en operación. La primera y más antigua fue la sección interior, que recorrió una sección de los valles transversales del norte chico, y la segunda, que fue más nueva y la que perduró hasta el fin de las operaciones de la red, fue la sección costa, que se encontraba emplazada en la ribera costera de las regiones.
Debido al inicio de la crisis ferroviaria en Chile, durante la década de 1980 toda la red norte fue traspasada a Ferronor y esta última fue privatizada en los años 1990. Actualmente solo ciertas secciones del norte grande se encuentran en operaciones para transporte de carga minera.

## Historia

### SigloXIX
Hasta antes de 1855, el norte de Chile ya poseía varios ferrocarriles utilizados por la industria minera, como el Ferrocarril Caldera-Copiapó, inaugurado en 1851.
La primera sección construida en esta sección fue la ruta de 101 km entre la estación Puntilla (en la localidad de Ovalle) y la estación La Serena, que fue aprobada por la ley de diciembre de 1855 y hasta ese tiempo era propiedad de privados. Fue posteriormente comprado por el estado en 1896. La construcción de la vía férrea desde La Serena hacia el sur se inició en 1861, en 1862 el ferrocarril ya llegaba hasta la estación Las Cardas, para 1866 ya llegaba hasta la estación Higueritas, en 1870 el ferrocarril llegó hasta Angostura, y en 1873 termina su recorrido llegando hasta la estación Puntilla.
La idea de construir el Longitudinal hacia el norte surgió durante la administración de Domingo Santa María, que ordenó su estudio hasta La Serena y siguiendo ese propósito el presidente José Manuel Balmaceda, al contratar en 1888 con la North and South American Construction Company la ejecución de un vasto plan de ferrocarriles, incluyó en ese programa las secciones desde la estación La Calera a estación Cabildo de 71 km y estación San Marcos a estación Ovalle de 62 km; debido a grandes revoluciones sociales durante este periodo de tiempo, estos tramos fueron terminados recién en 1910.
Sumado a esto, en enero de 1888 el Estado chileno adquiere el ferrocarril de Caldera a Copiapó, incluido el segmento hasta Chañaral, que para ese momento tenía trocha ancha, pero como fue planificada su fusión con el Longitudinal, su ancho de vía fue cambiado a métrico y se añadió una sección hasta la estación Pueblo Hundido.
En 1897 se prolongó el ferrocarril de Salado a Pueblo Hundido y se iniciaron los estudios de un ramal de norte a sur que, partiendo de la Estación Empalme, llega al mineral de Inca de Oro, prolongación de 55 km, que constituye una pequeña sección del Ferrocarril Longitudinal. Fue construida y entregada al tráfico en 1904 y posteriormente prolongada hasta la estación Chulo, parte del antiguo ferrocarril de Copiapó.

### SigloXX

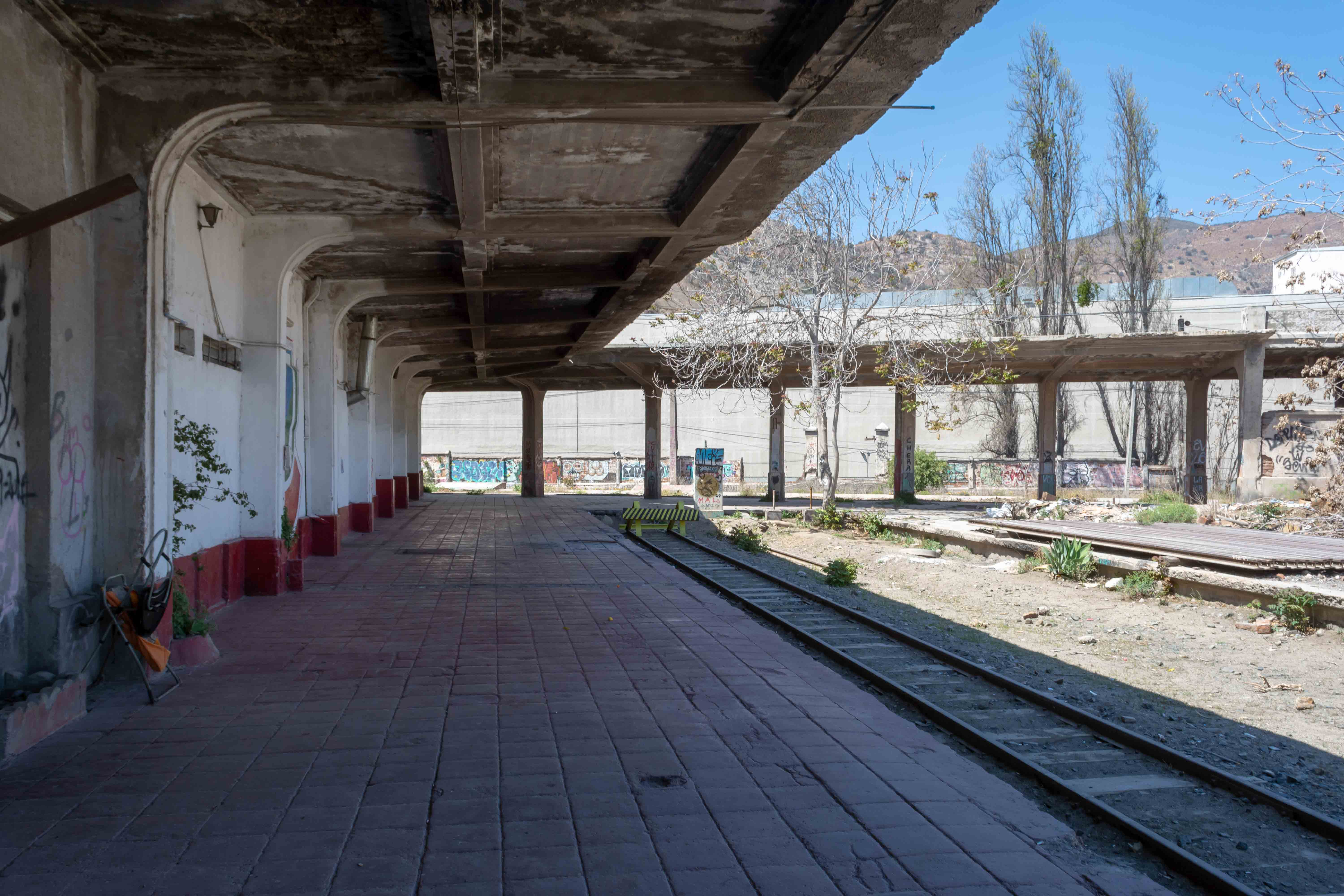
Inicio de las vías del Longitudinal Norte en la estación La Calera.

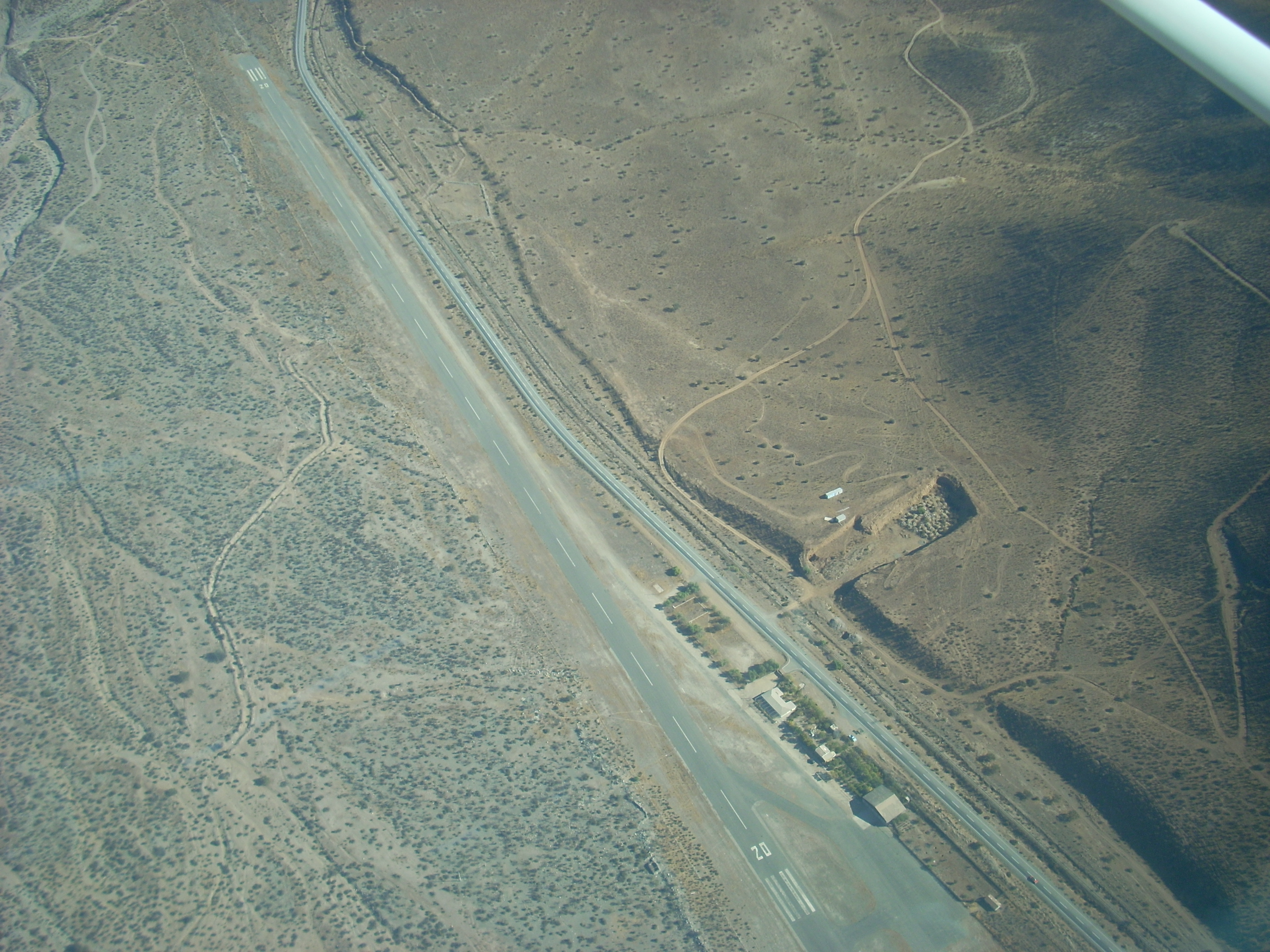
Tramo del ferrocarril entre las estaciones Illapel y Aucó (construido en 1913), al costado del Aeródromo Aucó.

El Estado para 1907 era dueño de varios ferrocarriles desconectados que se extendían de norte a sur o de este a oeste, y para este, era necesario unificarlos. El presidente Pedro Montt fue uno de los ejecutores de esta idea de interconexión del norte del país; es por esto que inicia un plan de conexión ferroviaria entre la localidad de Cabildo y Arica. Esto por medio de una ley que dicta el 23 de enero de 1908.
En función a un par de decretos emitidos en 1910, se aceptan los estudios presentados por el Howard Syndicate y la Chilean Longitudinal Railway Construction Company, quienes se hicieron cargo de la construcción de 1321 km de vías en el norte del país. Howard Syndicate construyó los tramos desde estación Limáhuida hasta estación Cabildo (parte del trayecto interior), el tramo entre Estación Illapel y estación San Marcos (la sección correspondiente entre Illapel y Choapa estuvo a cargo de Santiago Marín Vicuña) y el trayecto entre estación Islón y estación Toledo; mientras que la Chilean Longitudinal Railway Construction Company construyó el tramo entre estación Pueblo Hundido y estación Pintados. Estas obras fueron terminadas y entregadas durante 1913, concluyendo el 23 de noviembre de ese año mediante la colocación del último clavo en la estación Yerbas Buenas (actualmente Incahuasi) y conformándose oficialmente como Longitudinal Norte el 10 de enero de 1914.
Luego del terremoto de Vallenar de 1922, el 14 de mayo de 1923 se ordena la reconstrucción y reparación de los edificios dañados pertenecientes al tramo entre estación Islón y estación Vallenar; otro trabajo hecho durante este año fue el ensanchamiento en roca de varios tramos de vía, debido a las características de las locomotoras Mikado. Además, para reconstruir el puente sobre el río Coquimbo, se mandató la construcción de 100 pilotes de concreto. En este año también se hace el reemplazo de los postes de la línea telegráfica entre la estación Cerrillos y estación Las Cardas.
Desde Pintados, el ferrocarril se unió con el Ferrocarril Salitrero de Tarapacá que se extendía hasta Iquique y Pisagua —conectando también las diferentes oficinas salitreras de la zona—, pero que poseía una trocha distinta a la métrica estatal. Sin embargo, esta vía pasó en 1951 a manos del Estado.
El tramo del Longitudinal Norte entre Pueblo Hundido y Pintados fue operado hasta el 1 de julio de 1919 por The Chilian Northern Railway Company Limited, siendo posteriormente operado por el Ferrocarril de Antofagasta a Bolivia (FCAB) —mediante un mandato de la empresa antes mencionada— hasta el 24 de diciembre de 1957, cuando los acuerdos suscritos con el gobierno y la Empresa de los Ferrocarriles del Estado fueron finalizados mediante el Decreto 417 y el tramo se fusionó con el Ferrocarril de Iquique a Pintados. Seis días más tarde, el 30 de diciembre de 1957, y en conformidad con el Decreto 417, se suscribió un contrato con el FCAB para que operara durante 3 años el tramo del Longitudinal Norte entre Pintados y Pueblo Hundido. Cumplido dicho plazo, en 1961 la Empresa de los Ferrocarriles del Estado asumió el control total del tramo del Longitudinal Norte entre Pueblo Hundido y Pintados.
Entre 1934 y 1937 se construyó un desvío en la zona de El Espino para sortear el uso del tramo construido originalmente que contenía cremalleras. En agosto de 1943 fue inaugurada una nueva variante de la línea por la costa de la zona de Choapa, partiendo de la estación Rayado, pasando por Los Vilos, hasta incorporarse a la línea troncal en la estación Choapa; dicha variante —cuya construcción fue autorizada mediante la ley 5967, publicada el 26 de diciembre de 1936— permitió evitar el tramo en cremallera construido anteriormente por el interior de la misma zona.
En 1945 se inició la construcción de una variante en la ruta que conecta Coquimbo con La Serena, a fin de evitar que los trenes ingresaran al centro de la primera ciudad; para ello se construyó una nueva estación y una nueva vía. Las obras estuvieron finalizadas alrededor de 1952. En los años 1960 la construcción del embalse La Paloma generó otro cambio de trazado en el Longitudinal Norte, provocando que las antiguas estaciones El Palqui y Paloma fueran trasladadas a Nueva El Palqui y Monte Patria, respectivamente.
En noviembre de 1973, durante la realización de las Primeras Jornadas de Transporte en las ciudades de La Serena, Santiago y Concepción, se presentó un informe del ingeniero Froilán Sanhueza en el que se proponía el cambio de trazado del Longitudinal Norte entre Los Vilos y La Serena, de modo que circulara entre ambas ciudades por la costa en un trazado más recto; también se proponía el cambio del ancho de vía en el tramo entre La Calera y La Serena, pasando de trocha métrica a 1,67 m.
El último tren de pasajeros que realizó el trazado completo del Longitudinal Norte partió de la estación Iquique el 13 de junio de 1975 en dirección a La Calera. Posterior a ello las vías continuaron siendo utilizadas solo para el transporte de carga, y se mantuvieron servicios locales o provinciales de pasajeros en algunos tramos, como por ejemplo el denominado «Tren Lolero» que circulaba entre Illapel y La Serena, y el servicio Ovalle-Illapel, ambos suprimidos el 15 de julio de 1978. La mayoría de las estaciones entre La Calera y Pueblo Hundido fueron suprimidas entre 1976 y 1978, mientras que el 15 de enero de 1979 fueron cerradas la mayoría de las estaciones entre Pueblo Hundido e Iquique.

### SigloXXI
El sistema de transporte de la red norte seguía siendo utilizado principalmente para el transporte de carga, pero también para pasajeros. El 20 de diciembre de 1988, EFE traspasa la red norte a Corfo quien renombra al sistema ferroviario como "Ferronor" (Ferrocarril del Norte), y en 1997 le vende el sistema a un consorcio de APCO (Andrés Pirazzoli y Cía Ltda) y Rail America por medio de una licitación donde adquiere el 100% de la empresa, transformándose la red norte del país en un sistema privado.

## Literatura adicional
- Thompson, Ian, ed. (2010). Monografía de las Líneas Férreas Fiscales. Biblioteca Fundamentos de la Construcción de Chile 77. Santiago de Chile: Cámara Chilena de la Construcción. Consultado el 3 de abril de 2020.
- Alliende Edwards, María Piedad (2001-01). «La Construcción de los Ferrocarriles en Chile 1850-1913». Revista Austral de Ciencias Sociales (5): 143-161. ISSN 0717-3202. doi:10.4206/rev.austral.cienc.soc.2001.n5-13. Consultado el 4 de abril de 2020.